# Street Fighter IV: The Ties That Bind
Street Fighter IV: The Ties That Bind (新たなる 絆, Arata Naru Kizuna) est un OAV réalisé par Jirō Kanai et produit par Studio 4°C en 2009. Il fait partie de la série d'animée Street Fighter et est la suite chronologique de Street Fighter Alpha: Generations sortie en 2005. Nouveauté commerciale de la part de Capcom, au lieu de le distribuer seul, il a été inclus dans une Édition Collector du jeu vidéo Street Fighter IV  pour la PlayStation 3 et Xbox 360.

## Synopsis
Alors que Cammy, un major de l'armée britannique, est appelée en urgence par ses troupes pour enquêter sur de mystérieux décès. Chun-Li, une agent d'interpol et Guile, un officier de l'US Air Force découvrent que diverses personnes disparaissent sans laisser de nouvelle avec une coïncidence assez particulière, ces personnes étant tous des grands spécialistes en un style de combat. Une femme d'affaires très occupée nommée Crimson Viper apprend qu'un vagabond ayant un pouvoir surhumain se cache quelque part dans le monde. Intéressé par son pouvoir, son chef hiérarchique lui ordonne de le retrouver au plus vite. Ainsi commence Street Fighter IV: The Ties That Bind, une histoire tourné autour du Hado, un pouvoir maléfique enfoui dans Ryu, le vagabond solitaire.